# Anders Fogh Rasmussen
Anders Fogh Rasmussen (født 26. januar 1953 i Ginnerup Sogn) er en dansk politiker, der fra 27. november 2001 til 5. april 2009 var Danmarks statsminister og NATO's generalsekretær fra 1. august 2009 til 30. september 2014.
Fogh Rasmussen var formand for Venstre fra 1998 til 17. maj 2009.
Anders Fogh Rasmussen er storkorsridder af Dannebrogordenen, har modtaget Fortjenstmedaljen i guld og er placeret i rangfølgens 2. klasse nr. 1. Som statsminister var han i 1. klasse nr. 4.
Anders Fogh Rasmussen blev i sine unge år i Venstres Ungdom ofte kaldt "Røde Anders", fordi han gik ind for økonomisk demokrati, men i 1993 var det den liberale filosof Robert Nozick, der dannede inspirationen for bogen Fra socialstat til minimalstat. Politiske iagttagere er enige om, at Fogh siden 1993 igen er gået mod midten.
Den 4. april 2009 blev Fogh Rasmussen udpeget til kommende generalsekretær for NATO. Dagen efter trådte han tilbage som statsminister. Han tiltrådte som generalsekretær 1. august 2009 og beholdt denne stilling i godt fem år.

## Baggrund
Anders Fogh Rasmussen er søn af gårdejer Knud Rasmussen og hustru Martha Rasmussen, født Fogh. Han er født i Ginnerup Sogn på Djursland og opvokset i landsbyen Hvidding (Vorning Sogn) ved Hammershøj mellem Randers og Viborg.
Han blev sproglig-samfundsfaglig student fra Viborg Katedralskole i 1972 og cand.oecon. fra Aarhus Universitet i 1978.
Anders Fogh Rasmussen er gift med pædagog Anne-Mette Rasmussen. Sammen har de tre børn. Den ældste, Henrik Fogh Rasmussen, har involveret sig som samfundsdebattør, blandt andet med bogen Amerikanske tilstande. Familien boede en overgang i Skals, den landsby hvor også tidligere landbrugsminister Bjørn Westh og tidligere fiskeriminister Henning Grove boede.
Fogh boede i Bruxelles nogle år, men beholdt deres hus i Nærum.
Han var konsulent i Håndværksrådet 1978-1987.

## Politiske karriere
- Stifter af og formand for Liberal Ungdom (1970-1972).
- Landsformand for Venstres Ungdom (1974-1976).
- Medlem af Venstres hovedbestyrelse (1973-1978) og igen fra 1984 og frem.
- Formand for Venstres oplysningsudvalg (1984 og frem).
- Næstformand for Venstres landsorganisation (1985 og frem).
- Medlem af Folketinget den 1. oktober 1978.
- Formand for Folketingets Boligudvalg (1981-1986).
- Medlem af Folketingets Finansudvalg (1982-1987).
- Næstformand for ditto (1994-1998).
- Formand for Folketingets Politisk-Økonomiske Udvalg (1993-1998).
- Medlem af folketingsgruppens bestyrelse (1984-1987) og (1992-2001).
- Politisk ordfører (1992-1998).
- Formand for folketingsgruppen og partiets statsministerkandidat (1998-2001).
- Næstformand for Udenrigspolitisk Nævn (1998-2001).

### Ministerhverv
- Skatteminister i Poul Schlüters regering (10. september 1987 – 19. november 1992) Anders Fogh trådte tilbage som Økonomi- og skatteminister efter en sag om "kreativ bogføring" vedrørende køb af it-udstyr for 35 mio. kr. i Skatteministeriet og vildledning af Folketinget. Han blev afløst af Peter Brixtofte.
- Økonomiminister fra (18. december 1990 – 19. november 1992). (se information ovenfor)
- Statsminister (27. november 2001 – 5. april 2009).

### Tillidshverv
- Medlem af forretningsudvalget i Dansk Ungdoms Fællesråd (1976-1978).
- Medlem af LOF's landsstyrelse (1979-1981).
- Medlem af repræsentantskabet for Nørgaards Højskole, Bjerringbro (1984-1987 og igen fra 1993 og frem).
- Medlem af repræsentantskabet for Sparekassen i Skals (1985-1987).
- Medlem af repræsentantskabet for Byggeriets Realkreditfond (1986-1987).
- Medlem af repræsentantskabet for Forsikringsselskabet Østifterne (1987 og frem).
- Medlem af bestyrelsen for investeringsforeningen Andelsinvest (1987 og igen fra 1995).
- Medlem af Pristalsnævnet (1982-1987).
- Medlem af Overfredningsnævnet (1985-1987).
- Medlem af Landsskatteretten, Lønningsrådet og Udetillægsnævnet (1986-1987).
- Medlem af bestyrelsen for Skals Håndarbejdsskole (1993 og frem).
- Medlem af Nationalbankens repræsentantskab (1996-2001) og af bestyrelsen (1998-2001).
- Deltog i Bilderberggruppens konference i 2000 og 2002.

### Andre poster
Anders Fogh Rasmussen deltager i Bilderberggruppen, en eksklusiv gruppe der af globaliseringskritikkere bliver kaldt for en hemmelig ’verdensregering’. Ingeborg Philipsen, Københavns Universitet, som har studeret Bilderbergfænomenet, oplyser, at Bilderberggruppen diskuterer bag lukkede døre, absolut intet kommer ud til offentligheden. Formålet med møderne er i følge Anders Eldrup, konferencens danske koordinator, citat: 
| „ | De skal sikre, at vi får oplæg om akutte problemer, og at oplæggene afføder gode diskussioner. Men da møderne er lukkede, kommer der flere nuancer frem end normalt. | “ |

## Stab

### Departementschefer
- Nils Bernstein (1. november 2001 – 1. oktober 2005)
- Karsten Dybvad (1. oktober 2005 – 5. april 2009)

### Særlige rådgivere (spindoktorer)
- Michael Kristiansen (1. november 2001 – 1. oktober 2005)
- Michael Ulveman (1. oktober 2005 – 5. april 2009)
- Michael Ulveman (1. august 2009 – 7. April 2021)

### Ministersekretariatschef
- Pui Ling Lau (2001-2003)[30]

## Forhold til pressen
Anders Fogh blev af oppositionen i Folketinget og medierne kritiseret for sin tilgang til medierne og brugen af spindoktorer i forsøg på styring af informationer i medierne. En del af kritikken gik på, at Fogh-regeringens spindoktorer i 2008 fik løn under valgkampen. Lønnen havde karakter af fratrædelsesgodtgørelse, hvilket ifølge flere eksperter var på kant med reglerne. Antallet af særlige rådgivere blev under Foghs regeringsperiode fordoblet fra regeringen før. Ifølge et folketingssvar fra Anders Fogh Rasmussen til Socialdemokratiet var der i 1997 blot 17 presserådgivere ansat i ministerierne. Anders Fogh og hans 18 ministre havde ansat 52 særlige rådgivere og pressefolk. Årligt brugte regeringen Fogh omkring 32 mio. kr. på at informere borgerne og sælge sin politik via medierne.
I forbindelse med dokumentarfilmen Den Hemmelige Krig på DR om udlevering af krigsfanger fra Afghanistan til USA anklagede Anders Fogh DR for ikke at være uvildig i sin dækning og hævdede, at DR burde iværksætte en intern undersøgelse af, hvorledes de fremsatte påstande var fremkommet, ligesom også Forsvarsministeriet og en række artikler i Nyhedsavisen kritiserede filmen. DR afviste at indlede en intern undersøgelse, men fagbladet Journalisten begyndte en undersøgelse i samarbejde med Center for Journalistik ved Syddansk Universitet, der konkluderede, at filmens påstande var holdbare..
Anders Fogh kom under kritik, da han i et interview i forbindelse med Muhammedkrisen udtalte til den arabiske tv-station Al-Arabiya, at han ikke selv ville have publiceret Muhammedtegningerne. Og at udtalelsen kunne ses som en camoufleret undskyldning til den muslimske verden.
Anders Fogh afviste 670 forespørgsler fra journalist Bo Elkjær, Ekstra Bladet, om et interview om Irak-krigen. I juni 2007 opfordrede Ombudsmanden Anders Fogh til enten at acceptere at lade sig interviewe af Elkjær eller give en saglig og konkret begrundelse for ikke at gøre det. Fogh fastholdt sin afvisning og vakte opsigt, da det er uhyre sjældent, at myndigheder eller myndighedspersoner sidder en ombudsmandsindstilling overhørig. I august 2007 fik Bo Elkjær dog sit interview med statsministeren.

## Økonomisk politik
Anders Fogh Rasmussens eftermæle med hensyn til den økonomiske politik har været lidt blakket. I et rundspørge blandt en række økonomer i Politiken i 2010 blev Anders Fogh Rasmussens regering udråbt til at føre den næstdårligste økonomiske politik af alle regeringer siden 1970'erne, kun undergået af Anker Jørgensens regeringer. Økonomiprofessor Nina Smith talte ved den lejlighed om 10 års spildt økonomisk politik med henvisning til manglende reformer og fastfrysningen af ejendomsværdiskatten, som forværrede boligboblen.
Tidligere overvismand, professor Niels Kærgård har direkte sammenlignet Anders Fogh Rasmussens politik med tidligere statsminister Anker Jørgensens: "... Da Fogh Rasmussen i 2009 trådte tilbage, var økonomien på vej ud i den mest omfattende finansielle krise siden 1930'erne, og arbejdsløsheden steg med uhørt hast. Men det var ikke det værste, for der var trods alt en generel international krise (i øvrigt ligesom Anker Jørgensens problemer i høj grad skyldtes oliekriserne). Det værste var de langsigtede strukturelle problemer. Alle beregninger viser, at der i Fogh Rasmussens periode ikke blev gennemført reformer, der forberedte Danmark på de langsigtede problemer, der var på vej som følge af en stigende ældrebyrde, Nordsøoliens udtømning og en manglende dansk konkurrenceevne."
Han fortsætter: "Årsagerne til, at de to statsministres regeringer kom så galt af sted, var i øvrigt meget parallelle. Begge stod over for nogle problemer, som krævede et opgør med etablerede, populære synspunkter, der var uforenelige med de økonomiske realiteter ... For Fogh Rasmussen var problemet, at skattestoppet blev den dominerende målsætning, uden at man var villig til at erkende, at et skattestop (herunder for nogle skatters vedkommende et stop i nominel værdi) var uforenelig med en fortsat opretholdelse af et velfærdsniveau med bl.a. stigende overførselsindkomster. Der blev ikke lavet tilstrækkeligt med reformer under højkonjunkturen."

## Udenrigspolitik

### Invasionen af Irak
I 2003 deltog Danmark i invasionen af Irak. Anders Fogh Rasmussen begrundede deltagelsen med Iraks besiddelse af kemiske våben.

### EU-østudvidelsen 2004
Under det danske EU-formandskab i 2004 blev EU udvidet med otte nationer fra den tidligere Østblok samt Malta og Cypern. De afgørende forhandlinger blev ledet af Anders Fogh under det danske EU-formandskab i 2002. Udvidelsen fandt sted fra 1. januar 2004 (under irsk formandskab).

### Spekulationer om internationale topposter
I 2006 skrev Berlingske Tidende, at Lars Løkke Rasmussen primo 2004 var kørt i stilling til at overtage statsministerposten, så Anders Fogh kunne blive formand for EU-Kommissionen, der skulle nybesættes medio 2004. Når Fogh ikke fik posten, gik spekulationerne på, at det skyldtes Danmarks EU-forbehold; en spekulation som Frankrigs premierminister François Fillon afviste.
I 2008 blev Anders Fogh Rasmussen igen nævnt i medierne som mulig kandidat til posten som den første formand for Det Europæiske Råd. Ud over de danske EU-forbehold vurderedes hans muligheder ved den lejlighed dog også at være svækket af forholdet til den muslimske verden efter Muhammed-tegningerne. Berlingskes korrespondent Ole Bang Nielsen formulerede det: "Det er svært for EU at være repræsenteret på den internationale scene af en politiker, der er erklæret "persona non grata" af hovedparten af de muslimske lande."

## Generalsekretær for NATO
Den første spekulation om Anders Foghs kandidatur som NATO's generalsekretær kom frem, da Financial Times den 12. februar 2009 udråbte den danske statsminister som mulig kandidat til topposten i NATO. Få dage efter blev spekulationen forstærket, da den politiske kommentator Hans Engell den 13. februar udtalte, at Anders Fogh inden en måned ville blive udnævnt til generalsekretær for NATO. Snart fik Anders Foghs kandidatur opbakning fra Tyskland, Frankrig og Storbritannien, og da USA den 21. marts meddelte, at de også ville støtte Fogh, så udnævnelsen ud til at være på plads. Men da alle lande i NATO skal være enig om, hvem der skal have posten som generalsekretær, og dermed havde veto, viste der sig at være et problem. Gentagne gange udtalte toprådgivere for Tyrkiets regeringsparti, at Tyrkiet ikke ville acceptere Anders Fogh, angiveligt på grund af hans lave popularitet i den muslimske verden efter Muhammed-krisen. En anden begrundelse for den tyrkiske modstand var, at den kurdiske tv-station Roj, der ifølge Tyrkiet er talerør for terrororganisationen PKK, havde haft mulighed for at sende fra København, selvom Tyrkiet siden 2005 har krævet tv-stationen lukket. Spekulationerne om Tyrkiets modstand blev dog afvist, da Tyrkiets præsident Abdullah Gül ved et pressemøde den 27. marts udtalte: "Vi er ikke imod nogen, heller ikke Rasmussen, hvis han bliver kandidat". Dermed mente mange analytikere, at vejen var ved at være banet for Anders Fogh, som i øvrigt havde afvist sit kandidatur gentagne gange.. Den 2. april 2009 erklærede Fogh sit kandidatur til generalsekretærposten i NATO. To dage senere, den 4. april 2009, blev Fogh generalsekretær for NATO., og dagen efter udnævnelsen trådte Fogh Rasmussen tilbage som dansk statsminister.
Efter fem år som generalsekretær blev Fogh den 1. oktober 2014 afløst på posten af Jens Stoltenberg. Efter sin fratræden som generalsekretær oprettede Anders Fogh Rasmussen sin egen konsulentvirksomhed, "Rasmussen Global".
Under coronaviruspandemien i foråret 2020 søgte han om knap 100.000 kr. i lønkompensation fra statens hjælpepakker til erhvervslivet.

## Rådgiver for den ukrainske præsident
Den 27. maj 2016 oplyste dr.dk at Anders Fogh Rasmussen skal være rådgiver for den ukrainske præsident, Petro Porosjenko.
Allerede under et NATO-topmøde i Wales i september 2014 knyttede Anders Fogh Rasmussen og Porosjenko nære kontakter. Ukraines præsident Petro Poroshenko mødtes med NATO-lederne og vedtog en fælles erklæring, der skitserede konkrete skridt for at øge NATO-Ukraine-partnerskabet, og Fogh Rasmussen stillede "en handlingsplan om at gøre NATO mere lydhør overfor, hvad han kaldte Ruslands "aggressive adfærd" i Ukraine, og alle andre sikkerhedsmæssige udfordringer" i udsigt. Fogh Rasmussen og Porosjenko holdt fælles pressemøde, og netop Rasmussens tidligere rolle som generalsekretær i NATO har været afgørende for Porosjenkos valg af rådgiver.

## Priser
Anders Fogh Rasmussen er kåret til årets laks i 2004 af Landsforeningen for Bøsser og Lesbiske for sine udtalelser som privatperson om, at homoseksuelle skulle have mulighed for at blive gift i kirken.

## Ordener
- Storkors af Dannebrogordenen (7. april 2009)
- Fortjenstmedaljen i guld (17. december 2002)
- Trestjerneordenen (Storofficer)
- Den litauiske Fortjenstorden (Storkors)
- Den polske Republiks Fortjenstorden
- Egekrone-Ordenen
- Forbundsrepublikken Tysklands Fortjenstorden
- Fortjenstordenen (Benemerência)
- Nordstjerneordenen
- Pedro Joaquin Chamorro-Orden (Storkors)
- Ruben Dario-Ordenen
- Stara Planina-Ordenen
- Stjerneordenen
- Sydkorsordenen

### Bidrag til bøger
- Den truede velstand (1980).
- Slaget om landsbyen (1981).
- Liberal Ungdom gennem 75 år (1983).
- Handelen år 2000 (1985).
- Bolig og økonomi (1987).
- Danmark år 2000 (1987).
- Arbejdslyst og velfærd – En umulig cocktail? (1993).

## Skrevet om Anders Fogh Rasmussen
- Anders Fogh Rasmussen – I godtvejr og storm, Biografi af Thomas Larsen, Forlaget Gyldendal (2001), ISBN 978-87-02-01958-2.
- Fogh – Historien om en statsminister, Biografi af Anne Sofie Kragh, Forlaget People's Press (2004), ISBN 87-91293-27-8.
- Fogh, Krag, Schlüter og Stauning : Danmarks store statsmænd, Mads Qvortrup, Borgen, 2009. ISBN 978-87-21-03433-7.
- Der hvor man vakler – Syv markante mænd om deres livs udfordringer, Tim K. Christensen, Borgen, 2009. ISBN 978-87-21-03512-9.
- Kære statsminister! – løgnen om krigen i Irak, Bo Elkjær, , Ekstra Bladets Forlag, 2008. ISBN 978-87-7731-337-0.